# Ångfartygs AB Bengtsfors-Nordmarken
Ångfartygs AB Bengtsfors-Nordmarken var ett bolag som bildades 1895 av bruksdisponenterna Elof Biesért och Johannes Ekman för ångbåtstrafik mellan orterna Årjäng, Bengtsfors, Töcksfors, Ed och Lennartsfors. Bolaget tvingades upphöra med sin verksamhet 1929, då det inte längre lönade sig med ångbåtstrafik. Bolaget ägde tre ångbåtar, Flora, Nordmarken och Idun.

### Fotnoter
1. ↑  ”Kort beskrivning av bolaget”. Arkiverad från originalet den 20 augusti 2010. https://web.archive.org/web/20100820011757/http://www.bxn.se/batarna-kanalmus.htm. Läst 5 april 2011.
2. ↑  ”Tekniska fakta om Flora”. Arkiverad från originalet den 24 maj 2012. https://web.archive.org/web/20120524215524/http://w1.302.telia.com/%7Eu30207616/flora.htm. Läst 5 april 2011.
3. ↑  ”Tekniska fakta om Nordmarken”. Arkiverad från originalet den 19 juni 2010. https://web.archive.org/web/20100619105829/http://w1.302.telia.com/~u30207616/nordmarken.htm. Läst 5 april 2011.
4. ↑  ”Tekniska fakta om Idun”. Arkiverad från originalet den 7 november 2004. https://web.archive.org/web/20041107111859/http://w1.302.telia.com/~u30207616/idun.htm. Läst 5 april 2011.